# Cradle of Filth
Cradle of Filth es una banda británica de metal extremo con influencias de metal gótico, y otros subgéneros del metal extremo formado en 1991, en Suffolk, Reino Unido.
Su estilo musical, su clasificación ha originado una gran controversia, evolucionó del death metal de sus primeros demos hacia una amalgama más limpia que abarca metal extremo, black metal sinfónico y otros estilos de heavy metal. Sus temas líricos e imágenes han sido ampliamente influenciados por la literatura gótica, la poesía y la mitología. La banda ha librado exitosamente su nicho al cortejar los medios informativos populares (a menudo a costa de sus fanáticos), y esto ha traído consigo un aumento en cobertura por revistas como Kerrang! y canales de televisión como MTV, además de frecuentes apariciones en el escenario de los principales festivales mundiales de rock como Ozzfest, Download e incluso el Sziget Festival.
Algunas veces la banda ha sido vista como satánica, aunque sus referencias al satanismo son pocas y distantes, y el uso de imágenes relacionadas no parte de la intención del grupo de expresar una creencia, sino más bien de crear valor de shock. Según la revista Metal Hammer, es la banda británica de metal con mayor éxito desde Iron Maiden.
En la actualidad la banda está formada por el vocalista Dani Filth (fundador y único miembro original), el bajista Daniel Firth, los guitarristas Marek 'Ashok' y Donny Burbage, y Martin Skaroupka como batería.

## Historia

### Primeros años
Cradle of Filth se formó en 1991 en Suffolk, cuando el vocalista Daniel Lloyd Davey, conocido como Dani Filth y que ya había colaborado en grupos locales como PDA, The Lemon Grove Kids y Feast on Excrement; decidió formar una nueva banda con el bajista John Richard, el guitarrista Paul Ryan, el batería Darren White y el teclista Benjamin Ryan.

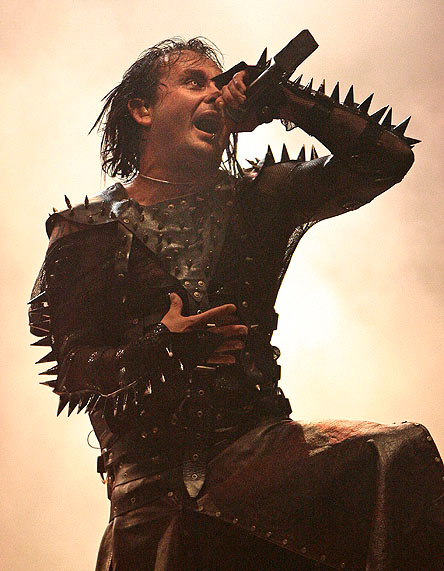
Dani Filth en vivo, durante el Festival Alternavigo 2008

En 1992, la banda publicó cuatro demos: A Pungent and Sexual Miasma (en un split con Malediction), Invoking the Unclean, Orgiastic Pleasures Foul y The Black Goddess Rises. En ese momento la banda estaba grabando el que sería su primer álbum de estudio, Goetia, pero nunca fue publicado debido a que su discográfica Tombstone Records se declaró en quiebra y las pistas fueron destruidas. Ese mismo año se unió a la banda Paul Allender como segundo guitarrista. Un año más tarde la banda publicó otra demo, Total Fucking Darkness y firmaron un contrato con Cacophonus Records. Poco después el baterista Darren White dejó la banda y fue sustituido por Nick Barker.

### Siguientes trabajos
La banda pronto comenzó a grabar su álbum debut, que fue publicado el 24 de febrero de 1994. También fue el primer álbum lanzado por Cacophonus Records. El disco fue muy bien recibido.En junio de 2006 se encontró en la lista de los diez mejores álbumes de black metal de los últimos veinte años en la revista Metal Hammer. Tras la publicación del álbum los hermanos Paul y Benjamin Ryan y Paul Allender dejaron la banda. En su lugar entraron el guitarrista Stuart Antsis y el teclista Damien Gregori.
La relación de Cradle of Filth con Cacophonous pronto se deterioró, la banda acusó a Cacophonous de mala gestión financiera y contractual. Un reñido procedimiento judicial tomo la mayor parte de 1995, y la banda firmó finalmente con Music for Nations en 1996, después de una grabación más para Cacophonous a la cual estaban contractualmente obligados: el EP, Vempire or Dark Faerytales in Phallustein que, fue escrito apresuradamente como un plan de escape a su contrato con Cacophonous. A pesar de las circunstancias que llevaron a su lanzamiento, este puñado de pistas ha sido pieza esencial de su espectáculo en vivo hasta el día de hoy, y Queen of Winter, Throned fueron incluidas en la lista de los veinticinco himnos esenciales del metal extremo en una edición de la revista Kerrang! en 2006. También cabe mencionar The Rape And Ruin Of Angels que se destaca por una gran velocidad instrumental, siendo una canción de culto por muchos de sus fanes pasados. El EP marcó el debut de Sarah Jezebel Deva con la banda, en sustitución de Andrea Meyer, la primera vocalista femenina de la banda y autodenominada asesora satánica. Deva apareció en cada álbum y gira de la banda hasta 2009, pero nunca ha sido considerada como un miembro pleno de la banda.

### Music for Nations
Dusk... and Her Embrace, siguió ese mismo año: un álbum aclamado por la crítica que amplió enormemente la masa de seguidores de la banda en toda Europa y el resto del mundo. Un álbum conceptual basado en el vampirismo en general y específicamente (aunque poco) sobre los escritos de Sheridan Le Fanu, el primer álbum de la banda para Music for Nations estableció el tono de lo que estaba por venir y la calidad de la producción finalmente igualó por primera vez lo ambicionado por la banda.

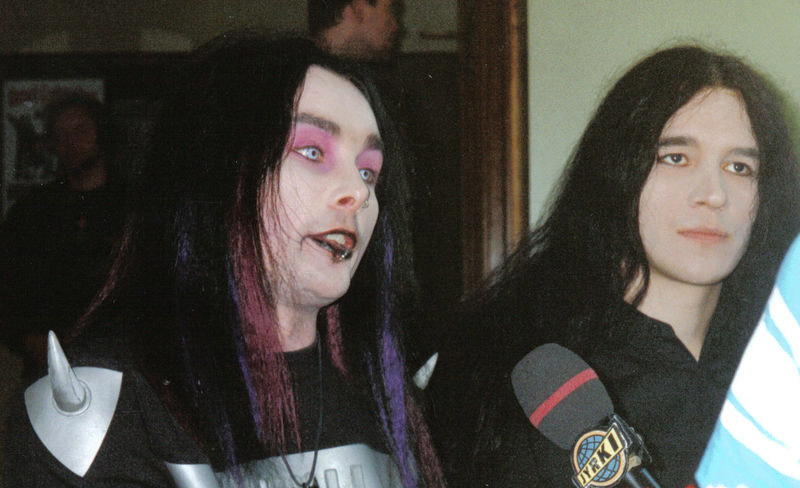
Dani Filth y Adrian Erlandsson entrevistados para la televisión finesa en noviembre del 2000.

En 1998, Dani comenzó una larga contribución con la revista Metal Hammer con su columna «Dani's Inferno». Ese mismo año la banda apareció en el documental de la BBC, Living With the Enemy (de gira con un fan y su desaprobante madre y hermana), y publicó su tercer álbum de larga duración Cruelty and the Beast. Un álbum conceptual, completamente basado en la leyenda de la «Condesa Sangrienta», Isabel Bathory, el álbum contó con la participación de Ingrid Pitt quien proporcionara la narración como la condesa: un papel que desempeñó en 1971 para la película Countess Dracula. El álbum llevó al debut Cradle en los EE. UU., y Dani afirmó en 2003 que era el álbum del cual se sentía más orgulloso, aunque reconoce su insatisfacción con la calidad del sonido.
Al año siguiente, la banda siguió de gira, pero lanzó su primer vídeo musical, PanDaemonAeon, y un EP de acompañamiento, From the Cradle to Enslave, con la música de la producción. Repleto de sangre y desnudos, el vídeo fue dirigido por Alex Chandon, quien iría a producir más material promocional y documentales para la banda, así como el largometraje Cradle of Fear. La banda lanzó su cuarto álbum de larga duración en Hallowe'en, de 2000. Midian se basa en la novela de Clive Barker, Cabal y su posterior adaptación cinematográfica Nightbreed. Al igual que Cruelty and the Beast, Midian contaba con Doug Bradley como narrador invitado, quien protagonizó Nightbreed, pero sigue siendo más conocido por su papel de Pinhead en la serie de películas Hellraiser. La línea usada por Bradley de «Oh, no lágrimas, por favor» de la canción Her Ghost in the Fog es una cita de Pinhead a partir de la primera película Hellraiser («No tears please. It's a waste of good suffering») y Bradley reaparecería más tarde en los álbumes Nymphetamine, Thornography, y Godspeed on the Devil's Thunder. El video de Her Ghost in the Fog recibió gran rotación en MTV2 y otros canales de «metal», y la pista también se encuentra en la banda sonora de la película Ginger Snaps. Midian creó una brecha en la opinión de sus fanáticos que no ha hecho sino aumentar con el pasar del tiempo: mientras que la banda obtuvo un nuevo nivel de popularidad, también provocaron gritos de «vendidos» de sus más acérrimos fanes.

### Interludio con Sony
El más largo período interino entre álbumes en la historia de Cradle of Filth, fue una época agitada 
para la banda. Bitter Suites to Succubi fue publicado bajo el propio sello discográfico de la banda, «Abracadaver», y fue una mezcla de cuatro nuevas canciones, regrabaciones de tres canciones de The Principle of Evil Made Flesh, dos pistas instrumentales, y una versión de «No Time To Cry», canción de The Sisters of Mercy, la canción Born In A Burial Gown trajo consigo un video, para muchos se puede decir que este disco sería el último con un sonido black metal sin derivaciones. Estilísticamente similar a Midian, el álbum es único entre los álbumes de «CoF» al contar con exactamente los mismos miembros de la banda como en su álbum predecesor, pero se considera generalmente como un EP y suele pasarse por alto en el canon de la banda. Seguido de más emisiones pasajeras en forma de un paquete de «lo mejor de» titulado Lovecraft and Witch Hearts y un álbum en directo; Live Bait for the Dead. Por último, la banda (principalmente Dani) encontró suficiente tiempo para aparecer en la película Cradle of Fear mientras negociaban su primer gran contrato al firmar con Sony Music. Damnation and a Day llegó en 2003; con los fondos de Sony financiando su ambición al finalmente tener una verdadera orquesta en el estudio (la Budapest Film Orchestra and Choir compuesta de 80 personas y sustituyendo los cada vez más sofisticados sintetizadores de álbumes anteriores) y, por lo tanto, marcando la tardía gestación de la banda - de un solo álbum - al verdadero metal sinfónico. Damnation, presentó las composiciones más comerciales de la banda hasta la fecha, dejó atrás a sus predecesores por unos buenos veinte minutos, y produjo dos videos más populares: el altamente influenciado por Svankmajer, Mannequin, y Babylon AD (So Glad For The Madness), basado en el infame Salò de Pasolini. Aproximadamente la mitad del álbum pisó el territorio conceptual de Paradise Lost de John Milton - el cual muestra los acontecimientos de la Caída del Hombre a través de los ojos de Lucifer -, mientras que el resto comprendía pistas autónomas como el homenaje a Nile, «Doberman Pharaoh» y la mencionada «Babylon AD», una referencia a Aleister Crowley. «Babylon AD» fue el único sencillo de un DVD en llegar a los mejores Top 40 del Reino Unido, según el Guinness Book of Records de Sencillos Exitosos Británicos y álbumes. Sintiendo que el entusiasmo de Sony rápidamente palideció, CoF abandonó el barco y se dirigió a Roadrunner Records después de tan solo un año.

### Roadrunner Records
En 2004, Nymphetamine fue el primer álbum completo para la banda desde The Principle of Evil Made Flesh que no se basa en ningún tipo de concepto (aunque referencias a las obras de H.P. Lovecraft son hechas más de una vez). Dave Pybus bajista de la banda lo describió como una «mezcla ecléctica entre los álbumes Damnation y Cruelty con un vigor renovado por la melodía, escritura [sic] y una maldita rareza simplemente escupida en el plato de la fusión».
 La creciente aceptación por parte del establecimiento se confirmó cuando la pista titular del álbum fue nominada para un premio Grammy, por la versión de la banda de «Devil Woman» de Cliff Richard, para la edición especial de Nymphetamine, lo que hizo poco para convencer a sus detractores de la integridad de la banda.
Thornography, fue lanzado en octubre de 2006. Según Dani Filth, el título «representa la obsesión de la humanidad con el pecado y con uno mismo... Una adicción al auto-castigo o algo igualmente venenoso... Una manía.» Sobre el tema de la dirección musical del álbum, Filth dijo a la revista Revolver, «No estoy diciendo que es experimental, pero definitivamente estamos poniendo a prueba los límites de lo que podemos hacer... Muchas de las canciones son muy rítmicas - thrashy, casi -, pero también son realmente pegadizas». Una ráfaga de controversia al prelanzamiento vio la cubierta original de Samuel Araya, descartada y sustituida en mayo de 2006, aunque numerosos folletos ya habían sido impresos con la imagen original. Thornography recibió una acogida similar a Nymphetamine, obteniendo críticas generalmente positivas, pero suscitando críticas encontradas con la inclusión de Temptation de Heaven 17 (con la voz de Dirty Harry), que fue lanzado como un sencillo digital, junto con un video poco antes del álbum.
Adrian Erlandsson abandonó la banda en noviembre de 2006. Según un comunicado de prensa de Roadrunner, Erlandsson se marchó con la intención de dedicar sus energías a sus dos proyectos Needleye y a la ahora difunta Nemhain: «He disfrutado mi tiempo con Cradle pero ahora es tiempo de avanzar. Creo que parto en buen momento, Thornography es definitivamente nuestro mejor álbum hasta la fecha». Martin Škaroupka sustituyó a Erlandsson en la gira mundial de 2007.

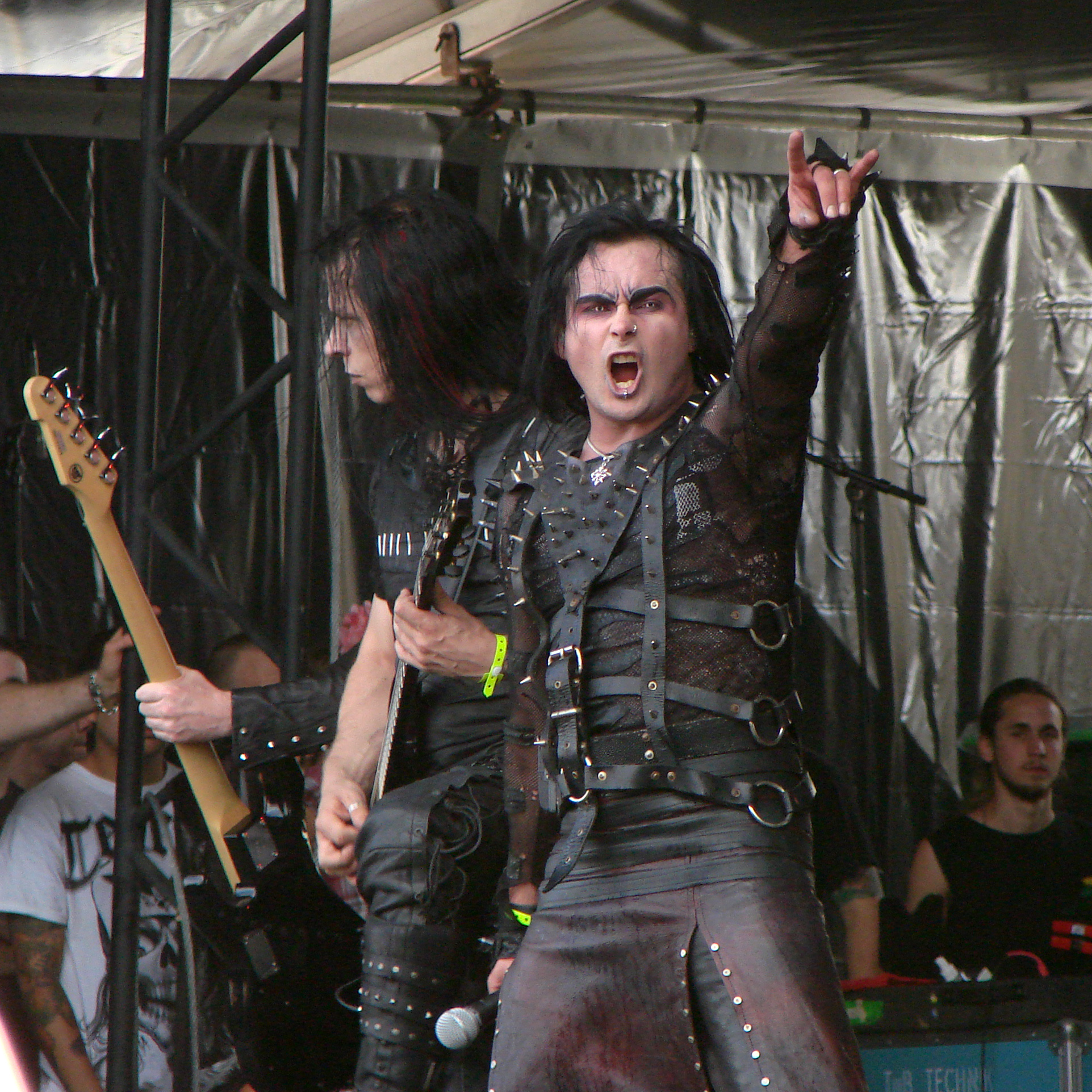
Paul Allender y Dani Filth actuando en el Hellfest de 2009.

Cradle of Filth anunció a principios de 2008 que su octavo álbum de estudio estaba en marcha: «La gira mundial para el álbum Thornography, la cual vería a 'COF' en Rusia, Ucrania, Reino Unido, Rumania, Eslovaquia y América del Norte junto a GWAR ha sido completada.» La banda está de regreso en casa para empezar a escribir para una nueva grabación en los oscuros meses en la sala de ensayos.
El BBS oficial de la banda reveló partes de una entrevista con Paul Allender, llevada a cabo por MédiaMatinQuébec: «Ya tenemos cuatro nuevas canciones listas y tengo que decir que son... mucho más rápidas que las canciones de 'Thornography'. [Ellas] suenan como el viejo Cradle of Filth... Una mezcla de Midian y Dusk...» el álbum fue lanzado el 27 de octubre de 2008. Godspeed on the Devil's Thunder es un concepto sobre el legendario asesino del siglo XV, Gilles de Rais, un noble francés que luchó junto a Juana de Arco y acumuló una gran riqueza antes de convertirse en un satanista, desviado sexual y asesino en serie.
La banda estuvo de gira por Europa con Gorgoroth, Moonspell, Septic Flesh y Asrai en diciembre del 2008. La banda fue el titular de una gira por EE. UU. con Satyricon y Septic Flesh a comienzos de 2009.

## Género
Los tres primeros demos de la banda, tenían una semblanza a death metal, con elementos sinfónicos ocasionales. Sin embargo, cuando lanzaron su cuarto demo, Total Fucking Darkness, su atmósfera se tornó semejante al black metal, pero no igualando el sonido, ni las líricas de este. Aun así, su estatus dentro del black metal, ha estado en debate casi desde el momento en que la banda se volvió popular. En 1998, en una entrevista para BBC Radio 5, Dani dijo, «Yo uso el término heavy metal, en lugar de black metal, porque creo que eso es algo pasajero. Llámelo como le guste:metalcore, black metal, cualquier tipo de metal...», mientras que Gavin Baddeley en una entrevista con la revista Terrorizer de 2006, afirma que "en la actualidad, poca gente, incluyendo la banda, llamarían a Cradle black metal."
Su formato difiere de la mayoría de bandas, black metal, y por lo tanto, en un momento u otro, han sido etiquetados como metal sinfónico, black metal sinfónico; metal gótico extremo, black metal melódico, satanic metal; vampyric metal, speed metal; death metal death metal melódico; horror metal; y dark metal, algunos de los cuales son considerados por la crítica y los fanáticos como totalmente apócrifas y llanamente subgéneros inexistentes.
Sin embargo, la evolución del sonido de la banda les ha permitido continuar resistiendo la categorización definitiva. Son audiblemente influenciados por Iron Maiden, han colaborado en proyectos como el álbum Born Again Anti-Christian de Christian Death (en la pista "«Peek-A-Boo»), e incluso han jugado fuera de su género musical con remezclas dance ( «Twisting Further Nails», «Pervert's Chuch», etc), aunque se han olvidado de estas en los últimos años. En una entrevista de 2006 con la revista Terrorizer, Paul Allender dijo:«Nunca fuimos una banda de black metal. Lo único que atendía a eso fue el maquillaje. Aun cuando 'The Principle of Evil Made Flesh' salió al mercado - mira a Emperor, Burzum y todas esas cosas - nosotros no sonábamos así. La forma en que yo lo veo es que éramos y seguimos siendo ahora, una banda de metal extremo.»
El 9 de abril de 2001, en una presentación en el concurso musical de la BBC, Never Mind the Buzzcocks, Dani bromeando declaró que el sonido de la banda era como «heavy funk», y en octubre de 2006 en una entrevista afirmó: «Preferimos ser conocidos únicamente como 'Cradle of Filth', que ser obstaculizados por barreras de género estúpidas.»

## Miembros

### Miembros actuales
- Dani Filth - voz (1991-presente)
- Martin Skaroupa - batería y teclado (2006-presente)
- Daniel Firth - bajo (2012-presente)
- Marek Smerda - guitarra (2014-presente)
- Donny Burbage - guitarra (2022-presente)
- Zoe Maire Federoff - teclado y coros (2022-presente)

### Miembros anteriores
- Jon Kennedy - bajo (1991-1992, 1994-1995)
- Darren White - batería (1991-1992)
- Benjamin Ryan - teclado (1991-1995)
- Paul Ryan - guitarra (1991-1995)
- Robin Graves - bajo (1992-1994, 1995-2001), guitarra (1991-1992)
- Paul Allender - guitarra (1992-1995, 1999-2014)
- Was Sarginson - batería (1992-1993, 1999)
- Nick Barker - batería (1993-1999)
- Andrea Haugen- coros (1993-1994)
- Sarah Jezebel Deva - coros (1994-2008)
- Damien Gregori - teclado (1995-1997)
- Stuart Anstis - guitarra (1996-1999)
- Gian Pyres - guitarra (1995-1999, 1999-2002)
- Les Smith - teclado (1997-1999)
- Dave Hirschheimer - batería (1999)
- Adrian Erlandsson - batería (1999-2006)
- Martin Powell - teclado (2000-2005) y guitarra (2002-2005)
- Dave Pybus - bajo (2001-2005, 2005-2012)
- James McIlroy - guitarra (2003-2005, 2009-2014)
- Charles Hedger - guitarra (2005-2010), bajo (2005)
- Ashley "Ellyllon" Jurgemeyer - teclado y coros (2009-2010)
- Caroline Campbell - teclado y coros (2010-2012)
- Lindsay Schoolcraft - teclado y coros (2013-2020)
- Richard Shaw - guitarra (2014-2022)
- Anabelle Iratni - teclado y coros (2020-2022)

## Discografía
| Fecha de lanzamiento     | Título                                   | Lista británica | Heatseekers | Top Independent Albums | The Billboard 200 |
| ------------------------ | ---------------------------------------- | --------------- | ----------- | ---------------------- | ----------------- |
| 24 de febrero de 1994    | The Principle of Evil Made Flesh         |                 |             |                        |                   |
| 19 de noviembre de 1996  | Dusk... and Her Embrace                  |                 |             |                        |                   |
| 5 de mayo de 1998        | Cruelty and the Beast                    | #48             |             |                        |                   |
| 31 de octubre de 2000    | Midian                                   | #63             | #21         |                        |                   |
| 25 de marzo de 2003      | Damnation and a Day                      | #44             | #3          | #8                     | #140              |
| 28 de septiembre de 2004 | Nymphetamine                             |                 |             |                        | #89               |
| 17 de octubre de 2006    | Thornography                             | #46             |             | #66                    | #66               |
| 27 de octubre de 2008    | Godspeed On The Devil’s Thunder          | #73             |             |                        | #48               |
| 1 de noviembre de 2010   | Darkly, Darkly, Venus Aversa             |                 |             |                        |                   |
| 30 de octubre de 2012    | The Manticore and Other Horrors          |                 |             |                        |                   |
| 10 de julio de 2015      | Hammer of the Witches                    |                 |             |                        |                   |
| 22 de septiembre de 2017 | Cryptoriana – The Seductiveness of Decay |                 |             |                        |                   |
| 22 de octubre de 2021    | Existence Is Futile                      |                 |             |                        |                   |
| 21 de marzo de 2025      | The Screaming of the Valkyries           |                 |             |                        |                   |

## Reconocimientos

### Premios Grammy
| Año  | Premio                        | Notas              | Resultado |
| ---- | ----------------------------- | ------------------ | --------- |
| 2005 | Mejor interpretación de metal | Por "Nymphetamine" | Nominado  |